# Panama
För andra betydelser, se Panama (olika betydelser).

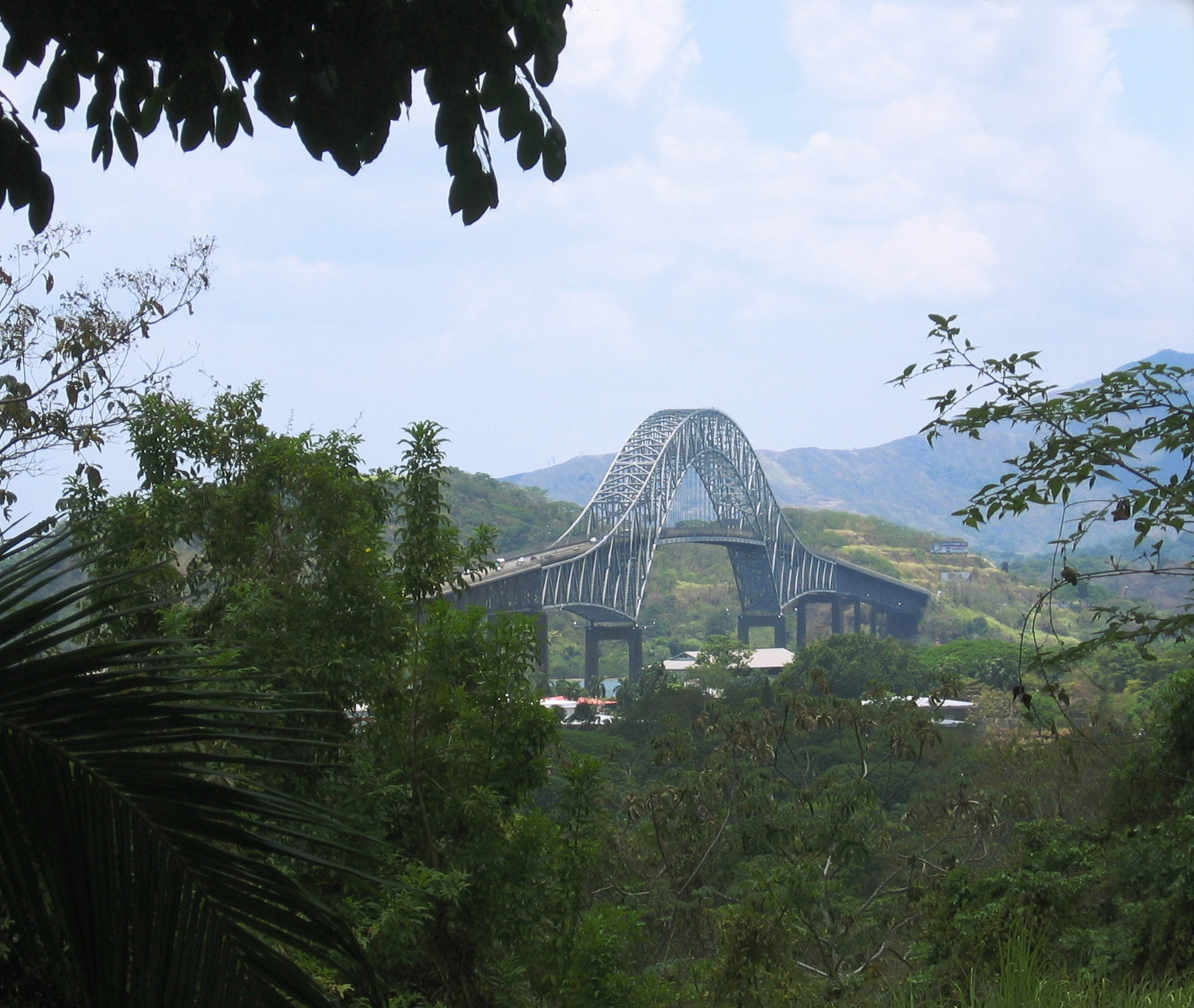
Puente de las Americas över Panamakanalen.

Panama, formellt Republiken Panama (spanska: República de Panamá), är ett land på Panamanäset i södra Centralamerika. Landet var en spansk koloni fram till 1821 men fick sin slutliga självständighet år 1903 från Colombia. Största inkomstkälla är Panamakanalen som förbinder Atlanten, genom Karibiska havet, med Stilla havet. Landet gränsar till Costa Rica i väst och Colombia i öst, till Karibiska havet i norr och Stilla havet i söder.

## Historia
Landområdet bildades för omkring tre miljoner år sedan då Panamanäset slutligen band samman de två amerikanska dubbelkontinenterna med en landbrygga, en händelse som skulle få konsekvenser för växt- och djurliv liksom senare för människor. Befolkningsgrupper som fanns i området innan den spanska kolonisationen inkluderade chibchan-, choco- och cuevafolken. Dessa dog ut när det spanska styret etablerades under 1500-talets första hälft; troligtvis var sjukdomar från Europa en viktig orsak. Den första europeiska expeditionen till området anfördes av conquistadoren Rodrigo de Bastidas redan år 1501. Åren 1538–1739 var Panama formellt en del av kolonin Nya Spanien och därefter av Nya Granada till 1821.

### Modern historia

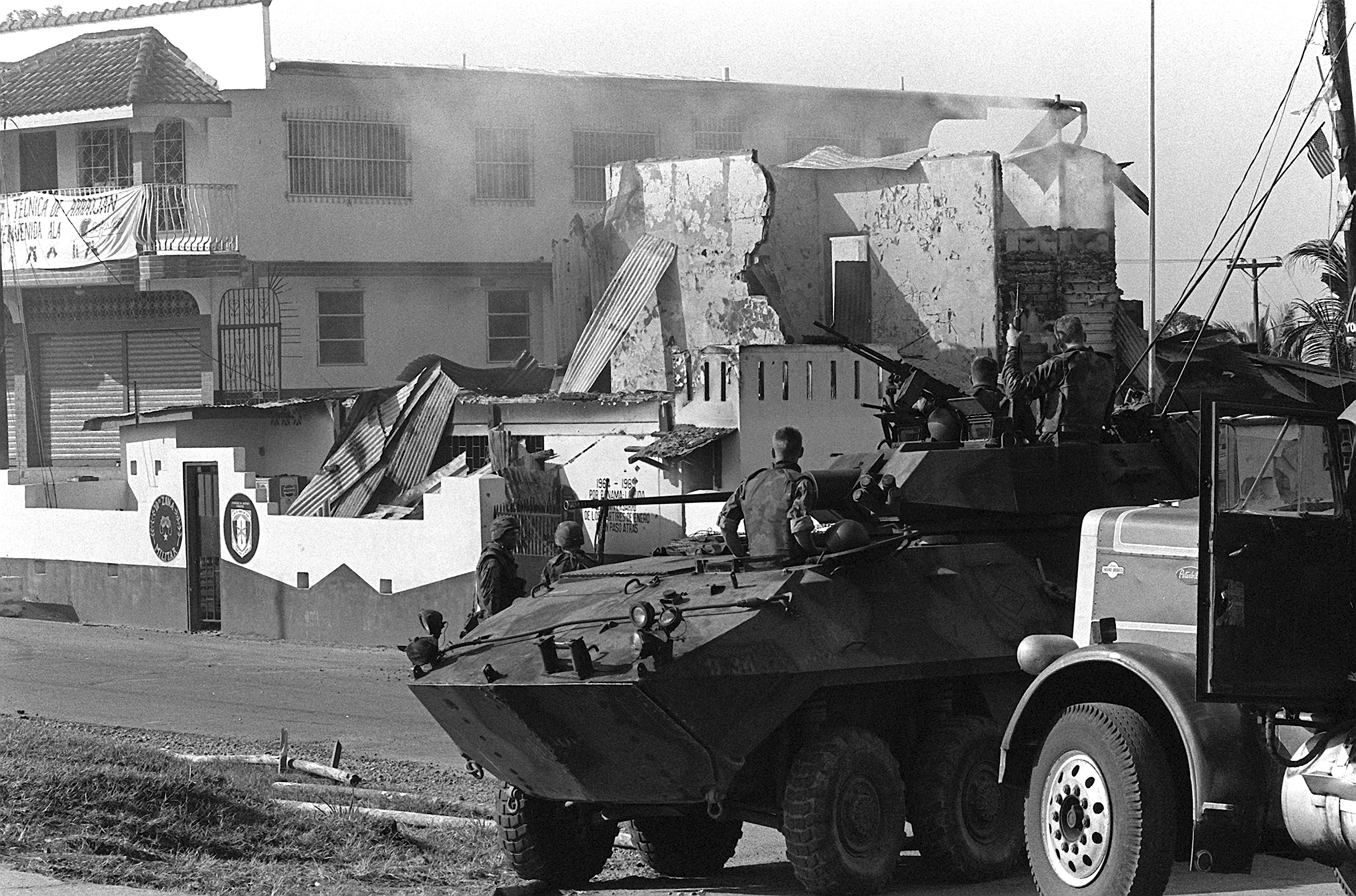
Amerikansk LAV-25 i Panama City under invasionen 1989.

Efter att ha blivit del av Gran Colombia vid självständigheten från Spanien år 1821 gjordes flera försök att bryta sig loss under 1800-talet. Mallarino-Bidlack-fördraget från 1847 innebar början på USA:s ökande inflytande över Panamanäset. Efter Tusendagarskriget i Colombia började USA stödja kampen för ett självständigt Panama sedan den colombianska kongressen vägrat gå med på att överlämna territorium i området till amerikanerna för anläggandet av en kanal. 
Panama blev självständigt år 1903 och slöt samma år Hay–Bunau-Varillafördraget där USA erhöll formell suveränitet över en 16 km bred landremsa från kust till kust där kanalen skulle anläggas. Panamakanalzonen befästes av USA:s armé och själva kanalen byggdes under ledning av amerikanska ingenjörstrupper mellan 1904 och 1914, arbetskraften var till största delen från Karibien. År 1977 beslutades att Panamakanalen och zonen skulle överföras från amerikansk kontroll till Panama den 31 december 1999.
USA har alltifrån statens födelse utövat ett omfattande ekonomiskt och politiskt inflytande över Panama, samtidigt som militärt och civilt styre växlat i landet. När den progressiva general Omar Torrijos grep makten år 1968 stöddes han av USA på grund av sina antikommunistiska värderingar och Panama förblev en de facto militärdiktatur lojal till USA under resten av kalla kriget. År 1989 invaderade USA landet och störtade general Manuel Noriega, som tidigare åtnjutit nära relationer med CIA och hjälpt USA att finansiera gerillagruppen Contras i grannlandet Nicaragua, men som från mitten av 1980-talet hamnat i onåd i Washington. Invasionen väckte stor vrede i regionen och fördömdes både av OAS och FN:s generalförsamling.

## Geografi
Republiken Panama utgör den sydöstligaste och smalaste delen av det näs som förbinder Nordamerika med Sydamerika. Landet gränsar till Costa Rica och Colombia och kantas av långa kuster mot Karibiska havet i norr och Stilla havet i söder. Punta Mariato på den sydvästra delen av Azuerohalvön i provinsen Veraguas är den sydligaste platsen på den nordamerikanska kontinenten.
Regnskog täcker nästan hälften av den totala landytan, och endast en dryg fjärdedel av landet är befolkat. Majoriteten av befolkningen bor längs kanalen och i området kring Panama City. Mot Costa Rica finns enstaka vulkaner, och jordskalv förekommer. Låglanden vid kusterna övergår i bergig, och delvis svårframkomlig, terräng inåt landet. Dessa områden möts i en landkorridor belägen mellan bergskedjorna Talamanca och San Blas, och här öppnades 1914 Panamakanalen som förbinder de två haven med varandra.
I öster ligger provinsen Darién, ett glesbefolkat område som består av regnskog och sumpmarker. I området finns en nationalpark som 1981 sattes upp på Unescos världsarvslista på grund av sin ekologiska och biologiska mångfald. I provinsen finns också det så kallade Darién-gapet som är ett 87 kilometer långt avbrott på den panamerikanska landsvägen, som löper genom hela Mexiko och Centralamerika och sedan fortsätter i Colombia ner till Eldslandet i sydligaste Sydamerika. I nuläget finns inga konkreta planer på att bygga samman vägnätet då det hittills bedömts vara alltför kostsamt, både ur ett ekonomiskt och ur ett miljömässigt perspektiv. Dariéndjungeln är också ökänd för att vara farlig på grund av närvaron av den colombianska FARC-gerillan och paramilitära grupper.

### Klimat
Klimatet är, med undantag av bergsområden, tropiskt; hett och fuktigt med obetydliga temperaturskillnader över året. Regntiden är lång och varar från maj till januari. Det förekommer svåra stormar och i Darién-området inträffar ibland skogsbränder.

### Miljöproblem
Några av Panamas miljöproblem är vattenföroreningar, avverkning av den tropiska regnskogen, jorderosion och luftföroreningar.

## Styre och politik

### Författning och styre
Panama är en demokratisk republik med flerpartisystem och ett lagstiftande enkammarparlament, Asamblea Nacional. Inför valen går flera partier ofta samman i olika allianser som sällan blir särskilt varaktiga. Presidenten är både stats- och regeringschef och besitter stora maktbefogenheter. Presidenten utser regering, och val till posten hålls vart femte år. En president kan bli omvald men först när två mandatperioder passerat.
De 71 ledamöterna i nationalförsamlingen utses också på fem år i allmänna val. Rösträtt gäller från 18 års ålder och vid valet den 4 maj 2014 var valdeltagandet 76 procent.

### Administrativ indelning
Panama är indelat i ett territorium (comarca), San Blas, och nio provinser (provincias): Bocas del Toro, Chiriqui, Cocle, Colon, Darien, Herrera, Los Santos, Panama och Veraguas.

### Politik
Efter USA:s invasion 1989 överlämnades makten i Panama till civilt styre och Guillermo Endara, som erkänts av USA som den vinnande kandidaten i valet samma år, tillträdde presidentposten. I valet 1994 återkom Noriegas parti, Revolutionära demokratiska partiet (PRD), till makten. Det fick se sig besegrat i valet 1999 men tog tillbaka makten år 2004 när PRD-kandidaten Martín Torrijos, son till Omar Torrijos, valdes till president. 
Valet 2009 ritade om den politiska kartan då Demokratisk förändring (Cambio Democrático, CD) vann valet och partiets kandidat, Ricardo Martinelli, valdes till president. Fram till dess hade kampen om makten huvudsakligen förts av PRD samt Panamistpartiet, PPA, som grundats av den trefaldige presidenten Arnulfo Arias. Martinelli, som äger Panamas största livsmedelskedja, gick till val på löften som att bekämpa korruption och våldsbrott, samt att göra mer för den fattiga delen av befolkningen som han menade blivit försummad av tidigare regeringar. En del vallöften infriades direkt, bland annat infördes bidrag till äldre som inte har rätt till pension och en höjning av polisernas löner. Martinelli startade också projekteringen av en tunnelbana i Panama City, den första i Centralamerika, som han utlovat för att få bukt med trafikkaoset i huvudstaden. Den första t-banelinjen invigdes den 5 april 2014, byggnationen av en andra linje pågår och upphandlingen inför en tredje linje initieras under 2017.  
Ett bakslag för Ricardo Martinelli kom 2011 då samarbetet mellan CD och PPA avbröts och presidenten avsatte Panamistpartiets Juan Carlos Varela från posten som vicepresident. Martinelli och Varela utvecklade därefter en öppen fiendskap. Under 2012 riktades korruptionsanklagelser mot presidenten och flera av hans närmast allierade, vilket fick till följd att Martinelli stämde sin vicepresident på 30 miljoner dollar, en stämning som dock drogs tillbaka under 2013.
Den 4 maj 2014 hölls presidentval och trots att opinionsmätningarna indikerat annorlunda vanns valet av Juan Carlos Varela, som kandiderade för det högerorienterade PPA. Han fick 39,1 procent av rösterna, före tvåan Juan Carlos Navarro från PRD, Torrijos och Noriegas närmast socialdemokratiska parti. Kongressvalet gick emot särskilt PPA och president Varela regerar i minoritet. 
Valet 2019 ledde till att det länge dominerande mittenvänsterorienterade Revolutionära demokratiska partiet (PRD) återtog presidentmakten i Panama, efter tio år i opposition.  Laurentino ”Nito” Cortizo vann presidentvalet med knapp marginal.

## Ekonomi och infrastruktur
Ekonomin har varit en av de snabbast växande i Latinamerika under det senaste decenniet med en genomsnittlig årlig ökning med över åtta procent. Även BNP per capita är högre än genomsnittet för regionen och har mer än fördubblats på ett årtionde. Panama klarade sig lindrigt undan finanskrisen med en ekonomisk tillväxt på drygt tre procent under 2009 som bottennotering. Därefter vände ekonomin snabbt uppå igen med nyinvesteringar i kanalzonen, byggnaden av Centralamerikas första tunnelbanelinje och en expansiv fastighetsmarknad som bidragande orsaker. För att stimulera tillväxten har regeringen också genomfört vissa reformer, bland annat i skattesystemet. Man försöker också utveckla turismen och den regionala handeln.
Landet trycker inga egna sedlar utan använder sig av amerikanska dollar, vilket medför att räntor och penningflöde är avhängiga det internationella banksystemet. Den nationella valutan, balboa, finns endast i mynt och har en fast växelkurs mot dollarn.

### Näringsliv

#### Jord- och skogsbruk
Jordbrukssektorn, som stegvis krymper och idag endast står för fyra procent av BNP, sysselsätter var sjätte arbetande panaman. Trots att jordbrukssektorn således bidrar i allt mindre utsträckning till landets totala BNP står jordbruksprodukter och livsmedel för större delen av Panamas varuexport.

#### Energi och råvaror
Drygt 60% av elektriciteten framställs av vattenkraft och resterande huvudsakligen av fossila bränslen. Landet har naturtillgångar som koppar, mahogny, räkor och vattenkraft.

#### Industri
Industrisektorn står förr knappa 17 procent av BNP och sysselsätter cirka en femtedel av arbetskraften.

#### Tjänster och turism
Panamas ekonomi är huvudsakligen baserad på en välutvecklad servicesektor, som står för 75% av BNP. Denna sektor omfattar bland annat Panamakanalen, frihandelsområdet Colón, banker, försäkringsbolag, hamnar, fartygsregister och turism.
På grund av den dominerande tjänstesektorn är Panamas ekonomiska tillväxt högst beroende av världsmarknadens utveckling.

### Infrastruktur

#### Utbildning
År 2015 uppgick antalet analfabeter till 5,0 procent. Bland män var 4,3 procent analfabeter medan andelen icke läskunniga kvinnor var 5,6 procent.

## Befolkning

### Demografi

#### Urbanisering
Den mest tätbefolkade delen av Panama finns i närheten av kanalen, på ett brett landstråk som sträcker sig tvärs över landet där det är som lägst och smalast. Detta område, som delvis dräneras av Chagresfloden, kallas Chagres- eller Ruttregionen. Här ingår städerna Panama City och Colón, den urbana distriktet San Miguelito samt orterna Balboa, La Chorrera, Gamboa och Cristóbal. Panama City, som ligger vid stillahavskusten med utsikt över Panamabukten, är det dominerande befolkningscentret och centrum för landets industriella, kommersiella, politiska och kulturella aktiviteter. San Miguelito är det näst största urbana centret, och Colón det tredje största.
Den mest tätbefolkade landsbygden finns i det stora området med slätter och låga kullar mellan Azuerohalvön och Tabasarábergen. De minst tätbefolkade områdena återfinns i den östra delen av landet, särskilt i den stora provinsen Darién, samt på de atlantiska sluttningarna av Tabasarábergen.

#### Migration
År 2021 upplevde Panama en ökning av migranter på väg till USA, särskilt från Haiti, Venezuela och Kuba. Panama har historiskt sett inte varit ett land med stor invandring och tillhör, tillsammans med Costa Rica, de centralamerikanska länder med lägst andel invandrare globalt. Trots detta har landets strategiska geografiska läge lockat invandrare genom tiderna. De första grupperna anlände under slutet av 1800-talet för att arbeta med bygget av järnvägen och den interoceaniska kanalen, och därefter har andra invandrare bosatt sig i området, främst attraherade av den låga befolkningstätheten.
Territoriet i Panama har också blivit en plats för olika migrationsfenomen, som flyktingar och tvångsfördrivna personer samt miljömigranter till följd av klimatförändringarna.
Även om Panama har en rättslig struktur för att hantera migration, har ökade migrationsströmmar de senaste åren fått myndigheterna att hitta nya lösningar för att bemöta situationen. Internationella organisationer och andra samhällsaktörer har också engagerat sig i arbetet för att hantera dessa rörelser av människor.
Trots det historiskt sett lilla antalet invandrare har Panama lockat många utländska arbetare de senaste två decennierna tack vare landets politiska stabilitet och ekonomiska tillväxt, särskilt genom investeringar i kanalens expansion och byggandet i Panama City. Under 1980- och 1990-talen fördrevs många politiska motståndare, men sedan 2000 har Panama, liksom Costa Rica, haft en låg andel migranter i förhållande till andra centralamerikanska länder.

### Språk
Spanska är det officiella språket i Panama och talas av majoriteten av befolkningen. Trots att mindre än en tiondel av invånarna talar indianspråk, bevarar alla Panamas ursprungsfolk sina modersmål, och många talar även spanska. De flesta panamanska med västindiska rötter talar engelska, vilket också är ett vanligt ämne i skolorna.

### Religion
Den koloniala kyrkan spelade en central roll i att legitimera förstörelsen av ursprungsfolkens religioner. År 1815 anlände metodister från Karibien, följt av baptister, presbyterianer och pingstvänner. I Panama tillhör cirka 95 procent av befolkningen den katolska kyrkan. Under inflytande av de latinamerikanska biskopskonferenserna (CELAM) pågår en katolsk förnyelse, främst genom socialt arbete riktat till fattiga och marginaliserade grupper. Samtidigt växer den interreligiösa dialogen mellan kristna och kunafolkets traditionella tro. Samarbeten mellan katoliker och protestanter sker i sociala frågor, medan evangelikala rörelser ökar kraftigt i landet.

### Sociala förhållanden
Panamas levnadsstandard var, med latinamerikanska mått mätt, relativt hög i början av 2010-talet. Samtidigt präglades landet av stora ekonomiska och geografiska klyftor, liknande dem i andra centralamerikanska nationer. Omkring 14 procent av invånarna levde i fattigdom (mindre än 2 USD per dag, enligt siffror från 2010), främst på landsbygden.
Under 1970-talet genomfördes reformer inom jordbruk, hälsovård och utbildning, tillsammans med statliga sysselsättningsprogram och arbetsmarknadslagar, vilket förbättrade levnadsförhållandena för många. Dessa reformer innefattade bland annat socialförsäkring, rätt till betald semester och en extra månadslön per år. Senare politiska förändringar och ekonomiska svårigheter försvagade dock dessa sociala framsteg.
År 2010 uppgick antalet barnarbetare till 59 294 barn, vilket motsvarade cirka sju procent av barnen i åldern 5 till 17 år. Till 2023 hade antalet minskat till cirka 33 594 barn i åldern 5–14 år. Detta motsvarade cirka 4,5 procent av barnen i den åldern. Barn från ursprungsbefolkningar, afro-panamanska samhällen och migrantfamiljer löpte särskilt stor risk att hamna i barnarbete. Inom service- och turistsektorn var barn från ursprungsbefolkningar extra utsatta, där de bland annat arbetade med att bära resväskor och fungera som guider i djungeln.
Fall av kommersiell sexuell exploatering har också rapporterats i landets tre största ursprungsområden (comarcas). Enligt uppgifter från ideella organisationer utgjorde nästan hälften av de barn som påträffades i arbete i stadsområden migranter utan giltiga dokument.
Ungdomsarbetslösheten  2014 uppgick till 12,6 procent. Den var lägre bland män (11,2 %) än bland kvinnor (14,9 %).

### Hälsa
| Fetma                    | 2014   | 2016     | 2022                       |
| ------------------------ | ------ | -------- | -------------------------- |
| Andel av befolkningen    | 26,5 % | 22,7 % ▼ | 71,6 % (inkl. överviktiga) |
| Undervikt hos barn <5 år | 2010   | 2019     |                            |
| Andel av befolkningen    | 3,9 %  | 3 % ▼    |                            |

Mellan år 2000 och 2021 minskade spädbarnsdödligheten i Panama från 16,7 till 12,16 dödsfall per 1000 levande födda, en minskning med 27,2 procent. Andelen barn födda med låg födelsevikt sjönk marginellt från 8,2 procent till 8,1 procent. Tonårsfertiliteten minskade från 91,9 födslar per 1000 kvinnor i åldern 15–19 år år 2000 till 55,9 födslar år 2024, en minskning med 39,2 procent.
Den uppskattade mödradödligheten minskade med 24,4 procent mellan 2000 och 2020. År 2021 skedde 91,7 procent av alla förlossningar med hjälp av kvalificerad vårdpersonal, men andelen gravida som genomförde minst fyra mödravårdskontroller minskade från 94,1 procent till 87,9 procent under perioden 2010–2013.
Den totala åldersjusterade dödligheten sjönk från 5 dödsfall per 1000 invånare år 2000 till 4,4 år 2019, en minskning med 13,6 procent. Samma år var dödligheten i smittsamma sjukdomar 59,7 per 100 000 invånare, medan dödligheten i icke-smittsamma sjukdomar var 334,7 per 100 000. Dödligheten i yttre orsaker, inklusive trafikolyckor, mord och självmord, var 41,9 per 100 000 invånare.
Cancerrelaterad dödlighet bland män 2019 var 18,1 per 100 000 för prostatacancer, 9,0 för lungcancer och 9,2 för tjock- och ändtarmscancer. För kvinnor var motsvarande siffror 12,1, 5,2 och 6,8.
Diabetesprevalensen ökade från 7,3 procent år 2000 till 9,3 procent år 2014, medan andelen personer med högt blodtryck minskade från 22,8 procent år 2000 till 19,9 procent år 2015. År 2022 var 71,6 procent av befolkningen överviktig eller fet.
Antalet nya tuberkulosfall var 37 per 100 000 invånare år 2022. Hiv-incidensen uppskattades till 31,4 per 100 000 invånare år 2021, och dödligheten i hiv hade minskat med 22,5 procent mellan 2000 och 2019. Inga fall av rabies rapporterades år 2022.

## Internationella rankningar
| Organisation                                | Undersökning                   | Rankning  |
| ------------------------------------------- | ------------------------------ | --------- |
| Heritage Foundation/The Wall Street Journal | Index of Economic Freedom 2019 | 50 av 180 |
| Reportrar utan gränser                      | Pressfrihetsindex 2019         | 79 av 180 |
| Transparency International                  | Korruptionsindex 2018          | 93 av 180 |
| FN:s utvecklingsprogram                     | Human Development Index 2018   | 67 av 189 |